# Dawydowo (stacja kolejowa)
Dawydowo (ros. Давыдово) – węzłowa stacja kolejowa w miejscowości Dawydowo, w rejonie oriechowsko-zujewskim, w obwodzie moskiewskim, w Rosji. Położona jest na Wielkim Pierścieniu Kolei Moskiewskiej.
Od stacji prowadzi bocznica do znajdującej się w pobliżu bazy wagonów pasażerskich.

## Historia
Stacja powstała w czasach carskich na linii z Oriechowa do Iljinskiego Pogostu.